# 诸邑公主
诸邑公主（？—前92年），汉朝公主，名不详，生年不详。根据唐初颜师古为《汉书》作的注、唐玄宗时代司马贞《史记索隐》，诸邑公主是西汉汉武帝与皇后卫氏的女儿。她是戾太子刘据的同母姐妹，两人孰大孰小已不可考。她在巫蛊之祸开始的时候，就和她的姐妹阳石公主、她的姨夫公孙贺一家一起被杀。

## 註解
1. ↑  《汉书》卷六：閏月，諸邑公主、陽石公主皆坐巫蠱死。